# Clethrionomys centralis
Clethrionomys centralis (syn. Myodes centralis) — вид гризунів родини Cricetidae. Він зустрічається в горах Тянь-Шань на північному заході Китаю, південно-східному Казахстані та Киргизстані. 

## Спосіб життя
Мешкає в гірських переважно хвойних лісах, однак іноді зустрічається в широколистяних лісах і над смугою хвойних лісів. Колонії зустрічаються в лісах з багатою травою і чагарниками, на скелях, покритих мохом, і на лісових галявинах. На високолісній межі мешкає на всіх схилах, крім південних безлісних, але зустрічається на південних схилах у субальпійському поясі з багатими ялівцевими насадженнями. Восени і взимку іноді зустрічається в житлах людини. Живиться зеленими частинами рослин, ягодами, насінням ялиці. Поблизу населених пунктів часто споживають яблука та абрикоси. Робить гнізда в природних укриттях, під камінням або корінням дерев. Зимові гнізда можуть бути безпосередньо під сніговим покривом, якщо він досить товстий. Час розмноження залежить від висоти. Розмір виводку 2–9 молодих.

## Характеристики
Тварина досягає довжини голови й тулуба від 8,5 до 11,2 сантиметрів із хвостом від 3,5 до 5,9 сантиметрів. Довжина задньої лапи становить від 17 до 19 міліметрів, а довжина вуха — близько 14 міліметрів. Шерсть на спині зазвичай темно-коричнева з окремими рудуватими вкрапленнями і варіюється від більш світло-коричневої в області голови до сірувато-коричневої в області тулуба. Бока тулуба і боки голови більш світлі сіро-коричневі з легким жовтуватим відтінком, переходять у черево сіро-пісочного кольору. Хвіст двоколірний, верх темно-коричневий, нижня біла. Верх китицей і ніг коричнево-білий. Ця полівка відрізняється від інших видів роду насамперед відсутністю яскравого червонуватого кольору хутра.